# Gerardo da Sessa
Gerardo da Sessa o Gherardo Sessio o Sessi (XII secolo – Cremona, 22 aprile 1212) fu arcivescovo di Milano e cardinale della Chiesa cattolica.

## Biografia

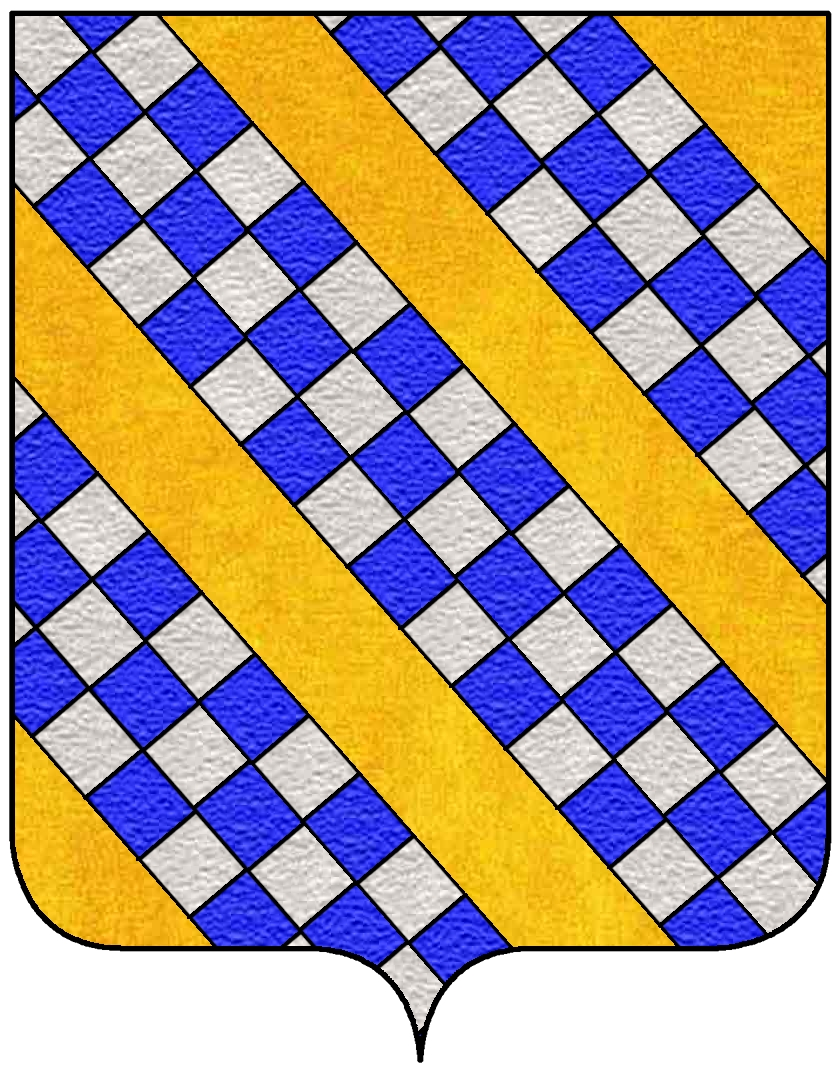
Stemma Da Sesso

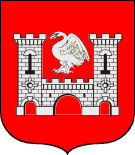
Stemma (de) Sessa

La provenienza familiare di Gerardo è stata a lungo oggetto di discussione: vi è chi lo ha ritenuto nato dalla nobile famiglia da Sesso di Reggio Emilia ma anche chi lo ha considerato appartenente alla famiglia patrizia milanese dei Sessa, in quegli anni all'apice del proprio potere, tesi sostenuta dal Giulini, autorevole storico genealogista milanese, e approvata dal Collegio Araldico nel 1902 in occasione dell'esame delle prove di nobiltà fornite dalla famiglia Sessa per il proprio riconoscimento nobiliare, secondo l'uso di eleggere l'arcivescovo del capoluogo lombardo soltanto fra le famiglie nobili autoctone. Gerardo intraprese sin dalla gioventù la carriera ecclesiastica.
Dopo essere stato Canonico del Capitolo della Cattedrale di Parma, venne nominato Prevosto a Borgo San Donnino dove rimase sette anni (1196-1203). Professando la regola dei cistercensi, divenne abate dell'Abbazia di Santa Maria alla Croce di Tiglieto.
Nel 1210 venne nominato vescovo di Novara da papa Innocenzo III  e lo incaricò di occuparsi dell'incresciosa condotta del vescovo Oberto I di Albenga che era stato sospeso a divinis da quello stesso Pontefice, che era intenzionato a restituirlo all'esercizio del ministero episcopale, ma voleva che venissero portate delle prove circa la sua condotta.
Secondo quanto ci riporta il Pincolini, nel 1206, su mandato pontificio, il Sessa fu tra coloro che si proposero per l'erezione sulle rive dello Stirone della chiesa di Careno a Pellegrino Parmense, benché alcune fonti riportino la costruzione come idea di Gherardo Cornazzani, padre di Oddone, che nel 1046 fu investito dal vescovo Cadalo del castello del Pizzo.
Nel 1210 Gerardo da Sessa fu creato cardinale e destinato ad essere legato pontificio in Lombardia; ottenuto l'incarico convocò subito un sinodo a Piacenza (dove si trovava per l'elezione del vescovo di quella sede) stabilendo che i canonici della cattedrale piacentina dovessero condurre vita comune.
Venne nominato in seguito arcivescovo di Albano e infine il 4 maggio 1211 venne spostato alla sede arcivescovile di Milano, ma il suo episcopato non ebbe lunga durata: morì infatti il 22 aprile 1212 a Cremona dove si era recato in visita pastorale e venne pertanto sepolto nella cattedrale cittadina.